# Африкански лешояд
Африкански лешояд (Gyps rueppelli) е вид птица от семейство Ястребови (Accipitridae).
Лешоядът на Рюпел (Gyps rueppelli), наричан още белоглав лешояд на Рюпел, кръстен на Едуард Рюпел е голяма хищна птица, обитаваща района на Сахел и Източна Африка. Сегашният ѝ брой от 22 000 намалява поради загуба на местообитание, от случайно отравяне и други фактори. Известен също като грифон на Рюпел, грифонен лешояд на Рюпел, лешояд на Рюпел не бива да се бърка с друг вид белоглав лешояд „Gyps fulvus“. Лешоядът на Рюпел е най-високо летящата птица в света, с потвърдени доказателства за полет на височина 11 300 м. (37 000 ft) над морското равнище. Видът е застрашен от изчезване.

## Разпространение
Ареалът им се простира в целия регион Сахел и Източна Африка, където те могат да бъдат намерени в пасища, планини и гори. Веднъж считани за често срещани в тези местообитания, африканските лешояди претърпяват стръмен спад, особено в западната част на ареала си. Те са относително бавни птици, движещи се във въздуха с 35 километра в час (22 мили в час), но летят по 6 – 7 часа всеки ден и на 150 километра (93 мили) от гнездото си, за да намерят храна.

## Описание
Това са големи лешояди, осезаемо превъзхождащи близкородния лешояд, с който често се срещат в дивата природа. Възрастните са с дължина от 85 до 103 см (33 до 41 инча), с размах на крилата от 2,26 до 2,6 метра (7,4 до 8,5 фута) и тегло, което варира от 6,4 до 9 кг (14 до 20 фунта). И двата пола си приличат: пъстър кафяв или черно тяло с белезникавокафяв подбедрица и тънък, мръснобял пух, покриващ главата и шията. В основата на шията имат бяла яка, окото е жълто или кехлибарено, петно на гушата в наситено кафяво. Главата няма пера. Това е адаптация, настъпила поради тенденцията на лешояда на Рюпел да си пъха главата в плячката, когато яде. Без таз и еволюция храненето би станало изключително хаотично. Безмълвни по принцип, те стават гласни в гнездото си и когато ядат мърша, пищейки силно. Африканските лешояди летят на височина до 6000 метра (20 000 фута). Птиците имат специализиран вариант на субединицата хемоглобин alphaD. Този протеин има голям афинитет към кислорода, което позволява на видовете да усвояват кислорода ефективно въпреки ниското парциално налягане в горната тропосфера. Бе потвърдено, че африкански лешояд е погълнат от реактивен двигател на самолет, летящ над Абиджан, Кот д'Ивоар на 29 ноември 1973 г. на височина 11 300 м. (37 000 фута). През август 2010 г. лешоядът на Rüppell избяга от хищна птица в Шотландия, което накара пилотите в района да наблюдават внимателно поради опасността от сблъсък.
- G. r. rueppellii в начална фаза на летеж
Национален парк Найроби, Кения.
- G. r. erlangeri в полет
Етиопия

## Поведение
Лешоядите на Рюпел са много социални, нощуват, гнездят и се събират, за да се хранят в големи ята.

### Хранене
Лешоядите на Рюпел имат няколко еволюционни белези към диетата си и са специализирани мършояди дори сред лешоядите от Стария свят в Африка. Те са с особено мощно телосложение и след като изконсумират най-атрактивните меки части на трупа, те ще продължат с кожицата на животното и дори костите, като го изчистят докрай, като след това от тежестта си едва успеят да излетят. Те имат насочени назад шипове на езика, за да помогнат за премахването на месото от костите. Въпреки размерите, мощността и еволюцията си, те не са най-доминиращият лешояд в техния ареал, а е гололикия лешояд, който се счита за още по-големия лешояд.

### Размножаване
Този вид лешояд се счита за моногамен, образувайки двойки за размножаване през целия живот. След ухажване двойката ще работи заедно, за да изгради гнездо, използвайки пръчки, трева и листа, които са събрали или откраднали от други гнезда. Белоглавите лешояди изграждат тези гнезда на скали, а в ключови райони за размножаване те са известни, че гнездят в големи колонии, съдържащи стотици гнездови двойки. И двамата родители участват в инкубацията на своето яйце за период от 55 дни. След като пилето се излюпи, и двамата родители ще се хранят и се грижат за него за около 150 дни, докогато почне да лети. Малките остават зависими от родителите си, докато не стават майстори на летенето и достигнат независимост до следващия размножителен сезон. През това време те се научават как да намират и да се състезават за храна.

## Статут
След първата оценка на Международен съюз за защита на природата през 1988 г., популациите на лешояда на Рюпел са намалели. Видът е в Червения списък на световнозастрашните видове от „почти застрашен“ от 2007 г. и IUCN прогнозира, че популациите на вида ще продължат да намаляват. От 2012 до 2014 г. лешоядът на Рюпел е включен в списъка като застрашен, а през 2015 г. статутът му се променя на критично застрашен.
Понастоящем лешоядът на Рюпел е включен в списъка като допълнение II в CITES, който регулира международната търговия с животни и растения. Под това наименование лешоядът на Рюпел се определя като вид не е изложен на риск от изчезване, но настоящата популация може да бъде намалена без внимателно регулиране на търговията.
Общата популация на лешояда на Рюпел се оценява на около 22 000 индивида, със специфични популации в следните области: Танзания (3000 двойки); Кения (2000 двойки); Етиопия (2000 двойки); Судан (2000 двойки) и Западна Африка (2000 двойки).
От 1992 г. лешоядът на Рюпел се среща като самец в Испания и Португалия, с годишни регистри от 1997 г., главно в района на Кадис / Гибралтарския проток, но също и по-на север.

### Заплаха
Популациите на лешоядите на Рюпер преживяват намаляване на в целия им ареал. Този спад се дължи на загуба на местообитания, свързана с човешкото използване на земята, отравянето на околната среда, използване на лешояда за лекарства или месо, загуба на места за гнездене и намаляване на наличността на източниците на храна. Понастоящем отравянето на дивите птици е най-сериозната заплаха за всички популации на лешояди в Африка, въпреки че те обикновено не са целта. В случаи, когато хищници като лъвове или хиени са убили добитък, карбофурановите отрови са останали в труповете като отмъщение срещу хищниците. За съжаление лешоядите използват мърша като основен източник на храна и един труп има потенциал да привлече стотици птици за храна, тъй като този вид вижда храната отвисоко. Една оценка на 10 отравяния е установила, че всяко събитие е причинило смъртта на 37 до 600 индивида. Убиването на лешоядите на Рюпел за употреба в медицината също допринася значително за бързото намаляване на популацията.